# Prekambrij
Prekambrij (skraćeno pЄ ili Kriptozoik) je najstariji period Zemljine povijesti, koji prethodi trenutnom eonu fanerozoiku. Prekambrij je tako nazvan jer je prethodio Kambriju, prvom razdoblju fanerozojskog eona, koji je nazvan po Cambriji, latiniziranom imenu za Wales, gdje su prvi put proučavane stijene iz ovog doba. Prekambrij čini 88% geološke povijesti Zemlje.  
Prekambrij je neformalna jedinica geološkog vremena, podijeljena na tri eona (Hadij, Arhaik i Proterozoik) geološke vremenske skale. S obzirom na to da je podijeljen na eone, Prekambrij je jedino geološko razdoblje koje nazivamo supereonom. 
Proteže se od stvaranja Zemlje prije otprilike 4,6 milijardi godina (Ga) do evolucije višestaničnih organizama i fosila tvrde ljušture koja označava početak kambrija, prije otprilike 541 milijuna godina (Ma).

## Pregled
Relativno malo se zna o prekambriju, iako on čini otprilike sedam osmina Zemljine povijesti, a ono što je poznato uglavnom je otkriveno od 1960-ih godina nadalje. Pretkambrijski fosilni podaci siromašniji su od Fanerozoika koji slijede, a fosili iz prekambrijska (npr. Stromatolita) ograničene su biostratigrafske uporabe. To je zato što su mnoge prekambrijske stijene snažno metamorfozirane, skrivajući svoje porijeklo, a druge su uništene erozijom ili ostaju duboko ukopane ispod faneroznih slojeva.
Smatra se da Zemlja nastala od materijala u orbiti oko Sunca prije otprilike 4,543 milijarde godina te da ju je, kratko nakon nastanka, možda udario vrlo veliki planetezimal veličine Marsa, izbacujući materijal od koga će se stvoriti Mjesec (vidi Hipoteza velikog udara). Stabilna kora na Zemlji je prije 4,433 Ga već postojala, budući da su najstarije zemaljske stijene, kristali cirkona iz Zapadne Australije datirani na 4,404 ± 8 Ga.
Geolozi i paleontolozi koriste izraz "prekambrij" za opće rasprave koje ne zahtijevaju određenije ime eona. Međutim, i Američki geološki zavod i Međunarodna komisija za stratigrafiju smatraju taj izraz neformalnim. S obzirom da se Pretkambrij sastoji od tri eona (hadij, arhaik i proterozoik), ponekad je opisan kao supereon, ali to je neformalni izraz, koji ICS nije definirano u svom kronostratigrafskom vodiču.
Eozoik  (od eo- „najstariji”) je nekadašnji sinonim za pre-kambrij,, ili točnije arhaik.

## Život
Konkretno vrijeme nastanka života nije određeno. No, ugljik pronađen u 3,8 milijardi godina starim stijenama (eon Arhaik) s otoka kraj zapadnog Grenlanda može biti organskog podrijetla. U Zapadnoj Australiji pronađeni su dobro očuvani mikroskopski fosili bakterija starijih od 3,46 milijardi godina. Na istom su području pronađeni vjerojatni fosili stari 100 milijuna godina. Međutim, postoje dokazi da se život mogao razvijati prije više od 4.280 milijardi godina. Dokazi bakterijskog života tijekom ostatka (Proterozoik) pretkambrija su dosta dobri. 
Osim nekoliko sumnjivih izvora o mnogo starijim formama u Teksasu i Indiji, prvi složeni višestanični oblici života su se pojavili prije otprilike 600 milijuna godina. Prilično raznovrsna kolekcija mekušaca je poznata s lokacija širom svijeta starih između 600 i 542 milijuna godina. stvorenja s tvrdom ljuskom su se pojavila krajem tog perioda. Raznolika kolekcija se pojavila prije 544 milijuna godina, započinjući krajem Kriptozoika sa slabo poznatom "malom školjkolikom faunom" i završavajući u ranom kambriju s vrlo raznolikom i prilično modernom "Burgessovom faunom" čije se naglo širenje naziva kambrijskom eksplozijom života.
Osim nekoliko osporavanih izvještaja o mnogo starijim oblicima iz Sjeverne Amerike i Indije, čini se da su se prvi složeni višestanični oblici života pojavili otprilike 1500 Ma, u mezoproterozojskom dobu proterozojskog eona. Fosilni dokazi iz kasnijeg edijakarskog razdoblja tako složenog života potječu iz formacije Lantian, prije najmanje 580 milijuna godina. Vrlo raznolika kolekcija životnih oblika s mekim tijelom nalazi se na raznim mjestima širom svijeta i datira između 635 i 542 Ma. Oni se nazivaju edijakaranskom ili vendskom biotom. Bića s tvrdom ljuskom pojavila su se pred kraj tog vremenskog raspona, označavajući početak fanerozojskog eona. Sredinom sljedećeg kambrijskog razdoblja u škriljevcu Burgess zabilježena je vrlo raznolika fauna, uključujući neke koje mogu predstavljati matične skupine suvremenih svojti. Povećanje raznolikosti životnih oblika tijekom ranog kambrija naziva se kambrijska eksplozija života.
Na kopnu nije bilo biljaka i životinja, a cijanobakterije i drugi mikrobi stvorili su prokariontske prostirke koje su prekrivale kopno.
Tragovi životinje s dodacima poput nogu pronađeni su u blatu prije 551 milijun godina.

## Planetarno okruženje i kisikova katastrofa
Dokazi o detaljima kretanja ploča i druge tektonske aktivnosti u pretkambriju slabo su sačuvani. Općenito se vjeruje da su mali protokontinenti postojali prije 4280 Ma i da se većina Zemljine kopnene mase sakupila u jedan superkontinent oko 1130 Ma. Superkontinent, poznat kao Rodinia, razbio se oko 750 Ma. Identificiran je niz glacijalnih razdoblja koja sežu još do huronske epohe, otprilike 2400–2100 Ma. Jedno od najbolje proučavanih je sturcijansko-varaška oledba, oko 850–635 Ma, koja je možda dovela ledenjačke uvjete sve do ekvatora, što je rezultiralo „ snježnom grudom Zemljom“.
Znanstvenici još nemaju pouzdanih saznanja o atmosferi rane Zemlje. Većina geologa vjeruje da se sastojala uglavnom od dušika, ugljičnog dioksida i drugih relativno inertnih plinova, a nedostajalo je slobodnog kisika. Postoje, međutim, dokazi da je atmosfera bogata kisikom postojala još od ranog Arhaika.
Danas se još uvijek vjeruje da molekularni kisik nije činio značajan udio Zemljine atmosfere sve dok se fotosintetski oblici života nisu razvili i počeli ga stvarati u velikim količinama kao nusprodukt njihovog metabolizma. Taj radikalni pomak s kemijski inertne u oksidacijsku atmosferu izazvao je ekološku krizu, koja se ponekad naziva i Velika oksigenacija. U početku se kisik brzo kombinirao s drugim elementima u Zemljinoj kori, prvenstveno željezom, uklanjajući ga iz atmosfere. Nakon što je ponestalo zaliha oksidirajućih površina, kisik se počeo nakupljati u atmosferi i razvijala se moderna atmosfera s visokim udjelom kisika. Dokazi za to leže u starijim stijenama koje sadrže masivne trakaste željezne formacije položene kao željezni oksidi.

## Vremenska crta prekambrija
Radiometrijsko datiranje omućilo je da se određene formacije i osobine smjeste u konkretni vremenski period, pa su znanstvenici razvili terminologiju vezano za ranu zemlju. Stoga se prekambrij dijeli na 3 eona: Hadij (4600 - 4000 Ma), Arhaik (4000 - 2500 Ma) i proterozoik (2500 - 541 Ma):
- Proterozoik: ovaj se eon odnosi na vrijeme od donje kambrijske granice, 541 Ma, unatrag do 2500 Ma. Kao što se izvorno koristio, bio je sinonim za "pretkambrij" i stoga je obuhvaćao sve prije kambrijske granice. Proterozojski eon podijeljen je u tri razdoblja: neoproterozoik, mezoproterozoik i paleoproterozoik .
  - Neoproterozoik: Najmlađa geološka era proterozojskog eona, od donje granice kambrijskog razdoblja (541 Ma) do 1000 Ma. Neoproterozoik odgovara pretkambrijskim Z stijenama starije sjevernoameričke geologije.
    - Ediakarij: Najmlađe geološko razdoblje unutar neoproterozojskog doba. "Geološka vremenska skala za 2012." datira ga od 541 do 635 milijuna. U tom se razdoblju pojavila edijakarska biota.
    - Kriogenij: Srednje razdoblje u neoproterozoiku: 635 - 720 Ma.
    - Tonij: najranije razdoblje neoproterozojskog doba: 720 - 1000 Ma.

  - Mezoproterozoik: srednja era proterozojskog eona, 1000 - 1600 Ma. Odgovara "pretkambrijskim Y" stijenama starije sjevernoameričke geologije.
  - Paleoproterozoik: najstarija era proterozojskog eona, 1600 - 2500 Ma. Odgovara stijenama "pretkambrijske X" starije sjevernoameričke geologije.
- Eon Arhaik: 2500 - 4000 Ma.
- Eon Hadij: 4000 - 4600 Ma. Ovaj je pojam izvorno trebao pokrivati vrijeme prije nego što su se sačuvale bilo koje sačuvane stijene, iako neki kristali cirkona stari oko 4400 Ma pokazuju postojanje kore u hadeanskom eonu. Ostali zapisi iz hadejskog doba potječu s Mjeseca i meteorita.[25]

Predloženo je da se pretkambrij podijeli na eone i ere koji odražavaju faze planetarne evolucije, a ne na trenutnu shemu koja se temelji na brojčanoj dobi. Takav se sustav mogao oslanjati na događaje u stratigrafskom zapisu i razgraničeni GSSP-ovima ga. Pretkambrij se mogao podijeliti u pet "prirodnih" eona, okarakteriziranih kako slijedi:
1. Priraštaj i diferencijacija: razdoblje nastanka planeta do divovskog događaja udara koji stvara Mjesec.
2. Hadij: kojim dominira jako bombardiranje od oko 4,51 Ga (moguće uključujući i razdoblje hladne rane Zemlje) do kraja kasnog jakog bombardiranja.
3. Arhaik: razdoblje definirano prvim formacijama kore (pojas zelenog kamena Isua) do taloženja trakastih formacija željeza zbog povećanja udjela kisika u atmosferi.
4. Prijelaz: razdoblje kontinuiranog stvaranja trakastog željeza do prvih kontinentalnih crvenih korita.
5. Proterozoik: razdoblje moderne tektonike ploča do prvih životinja.

## Prekambrijski superkontinenti
Pomicanje Zemljinih ploča uzrokovalo je stvaranje i raspad kontinenata tijekom vremena, uključujući povremeno stvaranje superkontinenta koji sadrži većinu ili cijelu kopnenu masu. Najraniji poznati superkontinent bio je Vaalbara. Nastao je od proto-kontinenata i bio je superkontinent prije 3,636 milijardi godina. Vaalbara se raspala prije oko 2,845–2,803 Ga. Superkontinent Kenorland nastao je prije oko 2,72 Ga, a zatim se raspao negdje nakon 2,45–2,1 Ga u protokontinentalne kratone zvane Laurentia, Baltica, Yilgarn i Kalahari. Superkontinent Kolumbija, ili Nuna, nastao je prije 2,1-1,8 milijardi godina i raspao se prije otprilike 1,3-1,2 milijarde godina. Smatra se da je superkontinent Rodinija nastao oko 1300-900 Ma, da je uključivao većinu ili sve Zemljine kontinente i da se razbio na osam kontinenata prije otprilike 750-600 milijuna godina.
- Karta superkontinenta Kenorland prije 2,5 milijarde godina
- Karta Kenorlanda koja se raspao prije 2,3 milijarde godina
- Superkontinent Kolumbija prije oko 1,6 milijardi godina
- Položaji kopnene mase pred kraj prekambrija

## Atmosfera
Atmosfera rane Zemlje je slabo poznata, ali se smatra da je bila zagušena škodljivim plinovima, sadržavajući vrlo malo slobodnog kisika. Mladi planet je bio crvenkaste boje, a za mora se smatra da su bila maslinaste boje. Mnogi materijali koji sadrže neotopive okside izgleda da su bili dio oceana milijunima godina nakon stvaranja Zemlje. Kada je evolucija živih bića dovela do fotosinteze, kisik se počeo pojavljivati u velikim količinama. Kisik se ispočetka vezao u kemijskim reakcijama, uglavnom sa željezom, sve dok više nije ostalo površina koje su mogle oksidiriati. Nakon toga se razvila moderna atmosfera s velikim pstotkom kisika. Starije stijene sadrže masivne naslage vezanog željeza koje su se očigledno nataložile kada su se željezo i kisik po prvi put spajali.
Neki dodatni izrazi se koriste u geološkoj kronologiji.

## Vanjske poveznice
- Late Precambrian Supercontinent and Ice House World from the Paleomap Project